# Bãi đá cổ Nấm Dẩn
Bãi đá cổ Nấm Dẩn hay Bãi đá cổ Xín Mần là nơi có những khối đá lớn có khắc các hình ở ven dòng suối Nậm Dẩn, còn gọi là Nậm Khoòng, xã Nấm Dẩn, huyện Xín Mần, tỉnh Hà Giang, Việt Nam.
Bãi đá cổ Nấm Dẩn được Bộ Văn hóa, Thể thao và Du lịch xếp hạng là di tích cấp quốc gia Việt Nam tại Quyết định 03/2008/QÐ-BVHTTDL ngày 21/02/2008.
Nơi có bãi đá này được dân địa phương gọi là "Nà Lai Shứ" theo tiếng Tày-Nùng có nghĩa là "ruộng nhiều chữ" (hoặc "cánh đồng nhiều chữ"). Hiện có văn liệu viết là Bãi đá cổ Nấm Dẩn 
Viện Khảo cổ học đã để ý nghiên cứu, nhưng tất cả đều đang chứa đựng những ẩn số, huyền bí. Để khẳng định và tìm lời giải cho vấn đề này, các nhà khoa học cần tiếp tục nghiên cứu .
Bãi đá cổ Nấm Dẩn cùng với Đèo Gió 22°34′11″B 104°30′05″Đ / 22,569722°B 104,501389°Đ và Thác Tiên ở bản Ngam Lâm hợp thành các điểm của tour du lịch hấp dẫn .

## Hình thái
Có khoảng 7 phiến đá lớn và 2 cự thạch (tảng đá cực lớn) trên đó có khắc vẽ khoảng hơn 80 hình và khoảng 80 lỗ vũm. Các hình vẽ và lỗ vũm được các nhà khảo cổ học cho rằng được tạo ra bằng cách dùng đục sắt và búa tác động vào đá. Niên đại của các hình vẽ được cho rằng trên 1.000 năm. Các hình vẽ gồm các dạng: hình học (như hình tròn, hình chữ nhật, hình vuông,... - dạng này nhiều nhất), hình hoa văn hình vuông và tròn, những vạch đục khắc song song, những biểu tượng sinh thực khí (hầu hết là biểu tượng nữ tính, với hình tam giác có rãnh dọc ở giữa), hình bàn chân người với kích thước như thật có ngón chân khắc lõm sâu vào trong đá, hình người trong tư thế giơ hai tay dạng hai chân như trong các bích họa thời tiền sử, những hình khắc chưa xác định được hình dáng. Phong cách tạo hình và mô típ đề tài của các hình khắc vẽ ở Nậm Dần tương tự như hình ở bãi đá cổ Sa Pa 

## Những giải thích khác
Bãi đá cổ Nấm Dẩn cũng được kể đến trong nghiên cứu của nhà nghiên cứu Đỗ Văn Xuyền trong cuốn sách "Cuộc hành trình đi tìm chữ Việt cổ" ra mắt tháng 1/2013 . Theo đó Trung tâm UNESCO Nghiên cứu Bảo tồn Chữ Việt Cổ đã giới thiệu là :
"Ngay từ trước Công nguyên, người Việt đã có chữ tượng thanh - loại chữ ghép chữ cái thành từ". Điều này được thể hiện trên các di chỉ khảo cổ đồ gốm, đồ đồng của thời kỳ Đông Sơn như: lưỡi cày, đặc biệt là trống đồng... cùng các hình vẽ, chữ viết trên đá cổ Sa Pa, Xín Mần, Pá Màng... theo một hệ thống nhất quán, tất cả đều thể hiện đó là những chữ viết cổ từ thời kỳ tiền văn tự, phát triển và hoàn thiện dần thành bộ chữ Khoa Đẩu . Đây là loại chữ lưu truyền từ thời Vua Hùng, có hình dáng như những con nòng nọc.
Điều chưa được làm rõ là các bãi đá có nằm trong lãnh thổ của người Việt cổ hay không, và điều này lại liên quan đến nguồn gốc các dân tộc Việt Nam là vấn đề cũng chưa được giải quyết đầy đủ.

## Chỉ dẫn
1. ↑  Theo tên gọi địa phương được thể hiện trên các bản đồ, như bản đồ tỷ lệ 1:50.000 tờ F-48-29-D, của Cục Đo đạc và Bản đồ (2004), thì địa danh có tên chính xác là Nậm Dẩn, nơi có dòng suối Nậm Dẩn bắt nguồn, chảy đến Cốc Pài đổ vào sông Chảy. Tuy nhiên khi sử dụng thành địa danh hành chính cấp xã đã bị viết chệch sang thành Nấm Dẩn.